# Protocol d'investigació científica
El protocol d'investigació científica d'un estudi és el document que descriu de forma sistemàtica què s'investigarà, per què i com. Per tant, presenta la qüestió a la qual es vol contestar, perquè és important respondre-hi, i alhora com s'hi respondrà (inclou el quan i a on). Un protocol pot arribar a tenir desenes de pàgines. Tanmateix, la informació fonamental se sol poder resumir en unes poques pàgines. El protocol és l'instrument bàsic per abordar la planificació i la realització d'una investigació.
Cal distingir tres conceptes molt relacionats i que solen ser consecutius en el temps: la proposta de recerca, el protocol i el manual d'operacions.
- La proposta de recerca és el document que es presenta als organismes que financen la recerca on l'investigador manifesta la recerca que vol realitzar. Descriu les idees fonamentals del projecte i els mètodes que l'investigador utilitzarà per realitzar-lo.
- El protocol d'investigació científica és una extensió de la proposta on es desenvolupen amb més profunditat les activitats necessàries per portar a terme la proposta. L'elaboració del protocol facilita la planificació i l'organització de la investigació d'una forma lògica i eficient. És el document que se sol presentar als comitès ètics d'investigació clínica per l'aprovació del treball. A més a més, un cop finalitzat, serveix com a embrió per a la confecció del "manual d'operacions".
- El manual d'operacions és l'eina de referència per a tot l'equip investigador i que inclou les etapes i la cronologia de la investigació, així com la metodologia a seguir en cadascuna d'elles. Tot això facilita als investigadors la comunicació dintre de l'equip, l'organització de les diferents etapes, l'estandardització en les formes de fer, en definitiva, res tan obvi com realitzar l'estudi tal com va ser dissenyat.

## Esquema del protocol d'investigació científica
El procediment normalitzat que es segueix en la resolució de qualsevol problema científic és, en primer lloc, formular la pregunta que es vol resoldre; en segon lloc, dissenyar una metodologia vàlida i pertinent i, en tercer lloc, realitzar l'estudi segons el disseny proposat. Els apartats d'un protocol d'un estudi reflectirà aquest procés (adaptat de, pag. 4 i 13 i de):
- Títol
- Antecedents
- Justificació i aplicabilitat
- Hipòtesi/s
- Objectius generals i específics
- Metodologia
- Dificultats, limitacions i biaixos
- Cronograma de les activitats.
- Aspectes ètics
- Aspectes econòmics
- Formularis